# Carpha glomerata
Carpha glomerata är en halvgräsart som beskrevs av Christian Gottfried Daniel Nees von Esenbeck. Carpha glomerata ingår i släktet Carpha och familjen halvgräs. IUCN kategoriserar arten globalt som livskraftig. Inga underarter finns listade i Catalogue of Life.